# 阿旺哈欣
拿督阿旺哈欣，全名为阿旺苏拉胡丁·哈欣，马来西亚政治人物，伊斯兰党中委，现任吉打州本同区国会议员。曾经担任马来西亚人力资源部副部长兼国家职业安全与卫生理事会（MNKKP）主席。

## 政治生涯
2020年3月10日，在慕尤丁内阁中，吉打州伊斯兰党本同区国会议员阿旺哈欣获选当马来西亚人力资源副部长，为吉打州唯一内阁成员。
2021年11月17日，阿旺哈欣因言语攻击网媒女记者而遭到非议，在国会强调，身为马来西亚人就必须说马来文，因为马来文是官方语言；阿旺哈欣表示，所有国人都必须说马来文，除了来自国外不精通马来文的人士，可选择使用英文。 
2023年2月2日，国民联盟公布“影子内阁”，阿旺哈欣负责掌管马来西亚人力资源部。同年3月8日，阿旺哈欣因在经济部部长拉菲兹总结时未获允许下一直打岔，且不听从国会下议院议长拿督佐哈里劝告勿打扰拉菲兹总结，而被驱逐出国会，以及被国会下议院议长拿督佐哈里禁足国会2天；在国会走廊接受媒体访问时，阿旺哈欣指出，拉菲兹发表了不正确及挑衅的言论，还提供不正确的资讯，因此他站起来指出其错误，以便他关注经济计划。

## 个人观点
2023年2月23日，阿旺哈欣接受马来西亚前锋报专访时指责登嘉楼伊斯兰党青年团团员扮成“圣战士”及手持类似武器物品游行有问题的人，才是真正的种族主义者；“挑起此课题的人利用仿制品来操弄穆斯林的情绪，将伊党标签为种族主义，其实他们才是种族主义者”；阿旺哈欣强调，他并不喜欢人们使用“武器”这字眼，因为该些都是仿制品。

## 选举成绩
| 年份 | 选区           | 候选人 | 候选人               | 得票数 | 得票率 | 竞选对手                   | 竞选对手           | 得票数 | 得票率 | 总票数 | 多数票 | 投票率 |
| ---- | -------------- | ------ | -------------------- | ------ | ------ | -------------------------- | ------------------ | ------ | ------ | ------ | ------ | ------ |
| 2018 | 吉打 P011 本同 |        | 阿旺哈欣（伊斯兰党） | 26,536 | 42.63% |                            | 奥斯曼阿都（巫统） | 20,728 | 33.30% | 63,371 | 5,808  | 84.64% |
| 2018 | 吉打 P011 本同 |        | 阿旺哈欣（伊斯兰党） | 26,536 | 42.63% | 旺赛夫（土著团结党）       | 14,901             | 23.94% |        | 63,371 | 5,808  | 84.64% |
| 2018 | 吉打 P011 本同 |        | 阿旺哈欣（伊斯兰党） | 26,536 | 42.63% | 阿都玛力玛纳夫（独立人士） | 81                 | 0.13%  |        | 63,371 | 5,808  | 84.64% |
| 2022 | 吉打 P011 本同 |        | 阿旺哈欣（伊斯兰党） | 49,008 | 64.83% |                            | 苏拉雅耶谷（巫统） | 17,719 | 23.44% | 75,594 | 31,289 | 79.95% |
| 2022 | 吉打 P011 本同 |        | 阿旺哈欣（伊斯兰党） | 49,008 | 64.83% | 祖基菲莫哈末（人民公正党） | 8,058              | 10.66% |        | 75,594 | 31,289 | 79.95% |
| 2022 | 吉打 P011 本同 |        | 阿旺哈欣（伊斯兰党） | 49,008 | 64.83% | 阿都拉昔约克（祖国斗士党） | 809                | 1.07%  |        | 75,594 | 31,289 | 79.95% |

## 个人荣誉

### 封衔
- 聯邦直轄區
  -  联邦直辖区拿督勋章（PMW）- 拿督（2021年）